# Kalanchoe dinklagei

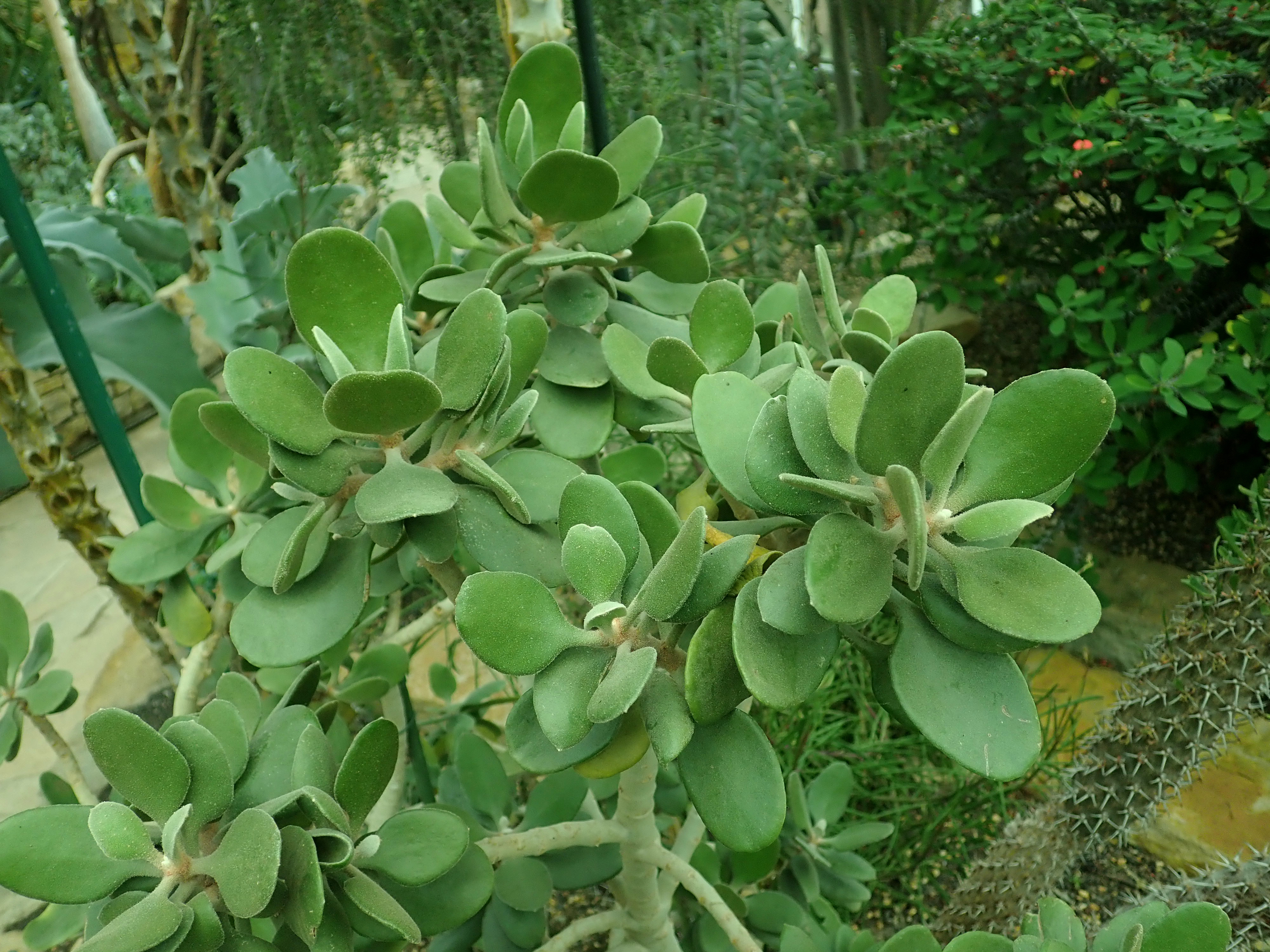
Kalanchoe dinklagei

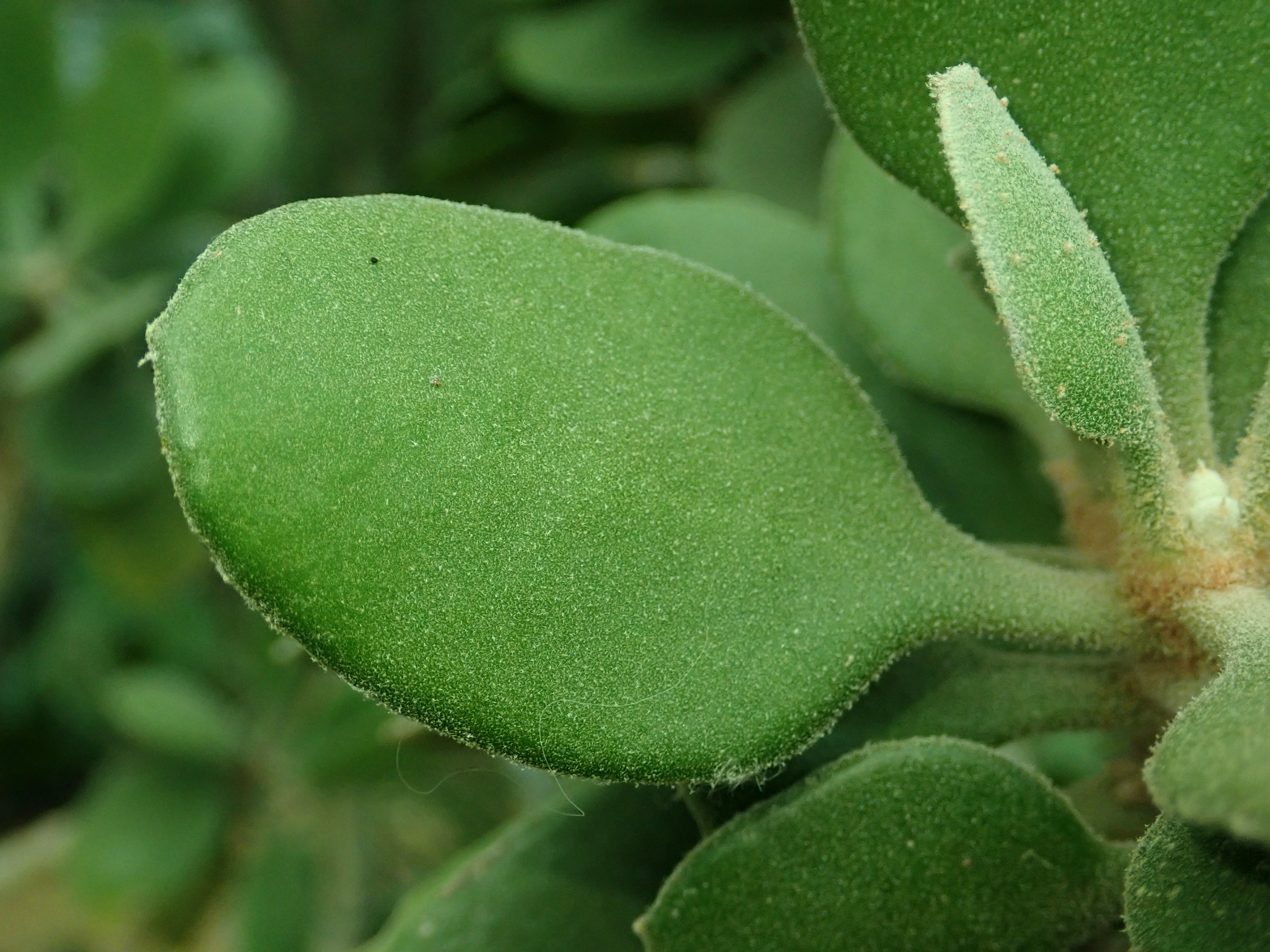
Detall de les fulles

Kalanchoe dinklagei és una espècie de planta suculenta del gènere Kalanchoe, que pertany a la família Crassulaceae.

## Descripció
És un arbre petit de 8 a 10 m d'alçada, ramificat des de la base.
Les tiges són gruixudes, les joves cobertes de densos pèls grisencs o marró vermellós, més tard amb escorça grisenca.
Les fulles són peciolades, carnoses, gruixudes, dures, verd-blanquinoses a blanquinoses-platejades, recobertes amb pèls estrellats; pecíol eixamplat, acanalat per sobre, de 1 a 2 cm de llarg; làmina ovada, ovat-espatulada, de 3 a 6 mm de llarg i de 2,5 a 4 cm d'ample, punta obtusa, arrodonida a subtrunçada, base atenuada, marges sencers; de vegades les fulles joves són ovades, oblongo-deltoides, el·líptiques a oblongues, els marges sinuats fins a barroerament dentats.
Les inflorescències en densos tirs de moltes flors de fins a 30 cm; peduncle fins a 20 cm de llarg, pelut; pedicels carnosos, d'uns 3 mm, pilosos.
Les flors són erectes a esteses, de color groc-verdós a blanquinós; calze tubular, verd pàl·lid, densament pilós; tub de 3 a 4 mm; sèpals deltoides, de 5 a 8 mm de llarg i d'uns 3 mm d'ample, corol·la de color verd-groc, blanc-groguenc, rosat, densament piloses (amb pèls estrellats i de vegades glandulars); tub cilíndric, de 10 a 15 mm; pètals lanceolats, més o menys estesos, de 2,5 a 3,5 mm de llarg i de 1 a 2 mm d'ample; estams inserits per sobre de la meitat del tub de la corol·la, lleugerament sobresortints.
Juntament amb la semblant K. arborescens, és una de les espècies més grans de Kalanchoe. Mostra un important polimorfisme a les fulles: les primeres fulles formades (de plantes joves, de brots basals de plantes més velles o d'esqueixos) són llargues i incises, mentre que les fulles de formes posteriors (de branques més velles, etc.) són espatulades i tenen el marge sencer.

## Distribució
Planta endèmica del sud-est de Madagascar. Creix com a arbust xerofític sobre sòls sorrencs.

## Taxonomia
Kalanchoe dinklagei va ser descrita per Werner Rauh i publicada a Kakteen und Andere Sukkulenten 37(7): 149. 1985.

### Etimologia
Kalanchoe: nom genèric que deriva de la paraula cantonesa "Kalan Chauhuy", 伽藍菜 que significa 'allò que cau i creix'.
dinklagei: epítet atorgat en honor del botànic alemany Max Juluis Dinklage.

### Sinonímia
- Kalanchoe millotii var. brevisepala  Humbert (1933) / Kalanchoe brevisepala (Humbert) Allorge-Boiteau (1995)